# 我的天
〈我的天〉是英國歌手愛黛兒的單曲，收錄在愛黛兒第四張錄音室專輯《30》。愛黛兒與格萊格·科爾斯汀共同創作出歌曲，而科爾斯汀亦同時是歌曲的製作人。哥伦比亚唱片於2021年10月15日把歌曲派往美國成人当代音乐電台，作為專輯的第二支單曲發行。這是一首受節奏藍調風格影響的福音流行歌曲，並有著流行舞曲風格的副歌，歌詞則講述了愛黛兒對重新開始約會的渴望，並對於與新對象重投愛河時的保留。
〈我的天〉在發行前後獲得音樂評論家的正面評價，當中多數評論家讚賞歌曲動聽易記的製作及其商業潛力。歌曲登上了以色列和墨西哥單曲榜冠軍，並打進英國、美國、加拿大、澳洲與紐西蘭等多國排行榜前10位。歌曲帶有宗教意象的音樂錄影帶由山姆·布朗執導，而愛黛兒亦在錄影帶中身穿名牌服裝，錄影帶發布後獲得正面評價。她在「英國夏令時演唱會」和「與愛黛兒共度週末」上演唱了歌曲。

## 背景與發行
愛黛兒在2018年開始製作個人第四張錄音室專輯。她於2019年9月訴請與丈夫西蒙·科內基離婚，而這則啟發新專輯的靈感。在經歷一段焦慮期後，愛黛兒接受了心理治療並修復與父親間的疏遠關係。她在十年來首次回復單身，雖然希望在洛杉磯尋求認真的戀愛關係，但卻未能如願。愛黛兒的朋友們曾為她安排相親，但因為她害怕會被狗仔隊找上而失敗告終，而她甚至為此感到不悅。她亦決定定期與兒子對話，這激發了她重返錄音室的靈感，並製作出一張向兒子解釋自己為甚麼離開他父親的專輯。
愛黛兒與格萊格·科爾斯汀共同創作出歌曲，而科爾斯汀亦同時是歌曲的製作人，他亦曾為她的第三張錄音室專輯《25》（2015年）製作三首歌曲－〈你好〉、〈很久以前〉，以及〈橋下流水〉。〈我的天〉是一首關於她渴望再次約會，但卻被自己的名人身份阻礙的歌曲。愛黛兒指歌曲是「關於（自己）的焦慮和之類的問題逐漸減退後，（自己）首次正式踏出家門」。她對於約會感到掙扎，並以此創作歌曲，表達出剛回復單身的自己正適應接受調情的感受：「『你介意嗎？我已婚了』。而我的朋友都說：『但你不是呀』。我就說：『該死。好吧，我的天』」。
愛黛兒在2021年10月14日發行專輯《30》的主打單曲〈寬容待我〉。她在2021年11月1日公布專輯的曲目列表，而〈我的天〉則為專輯的第五首歌曲。歌曲隨著《30》在11月19日發行而同時上架數位平台。官方原先在2021年11月宣佈專輯的第二首單曲為〈把酒人生〉，但其後則決定改為〈我的天〉。在美國，哥伦比亚唱片於2021年11月29日把歌曲派往成人当代音乐電台，並在翌日派往當代流行電台。歌曲在2022年1月12日獲派往法國的电台播放，並在兩天後獲派往意大利的電台。愛黛兒在2022年7月1日及2日的「英國夏令時演唱會」，以及在2022年至2023年舉行的拉斯維加斯駐唱演唱會「與愛黛兒共度週末」上演唱了〈我的天〉。

## 音樂與歌詞
〈我的天〉全長3分45秒。科爾斯汀為歌曲的製作人兼音訊工程師。他在歌曲中演奏電貝斯、B3電風琴、鍵盤、打擊樂器、鋼琴，並提供了掌聲和鼓樂的編程，愛黛兒在歌曲演奏了鈴鼓，而克里斯·戴夫則演奏出鼓樂。朱利安·伯格與亞歷克斯·帕斯科均在洛杉磯的沒期望錄音室進行歌曲的工程，塞爾班·熱那亞、約翰·漢斯和布賴斯·博爾登在維珍尼亞海灘的混星錄音室混音歌曲，而蘭迪·美林則在紐澤西州的傑出之聲為歌曲的母帶後製。
在音樂風格上，〈我的天〉是一首帶有節奏藍調元素的福音流行歌曲。《Clash》的羅賓·莫瑞形容歌曲是「徹底的福音縱情」，而《前音後果》的瑪麗·西羅基和格倫·羅利則認為它「融合了更多節奏藍調聲音」。歌曲的伴奏包括掌聲、鍵盤、號樂器、「隆隆」的電貝斯，以及口哨聲。愛黛兒在歌曲的和聲聲樂遵循著福音與靈魂樂的模式，並同時帶有爵士和搖擺舞的脈絡。《滾石》的伊拉娜·卡普蘭認為〈我的天〉有著流行舞曲的副歌以及受非洲節奏啟發的主歌。音樂專欄作者布魯諾·圖默斯在RTBF表示愛黛兒在保留歌曲中的靈魂根源同時，亦以全新的響亮結合出個人的聲樂特色。他認為這在她的「憂鬱宇宙」尤其出眾。愛黛兒在歌曲的部分段落以斷奏方式演唱，還有被《洛杉磯時報》的邁克爾·伍德形容「被處理得幾乎無法辨識」的加速背景和聲。《新音乐快递》的埃爾·亨特形容〈我的天〉是一首「充滿氦氣」的歌曲，並讓人想起Sault，而《衛報》的亞歷克西斯·彼得里迪斯則認為歌曲有著〈墜入深淵〉（2010年）主歌中「重擊節奏」的非加工版本。
〈我的天〉的歌詞講述愛黛兒對享受自我的渴望，因為以往的她沒有機會這樣做：「我知道這是錯的／但我想開心快樂」。歌曲探討了希望「展現自我」的主題，以及她的名氣所帶來的困難。愛黛兒在歌曲未有感到羞愧，唱出關於勾搭和滿足自己性需求的歌詞。歌曲亦提到與新對象重投愛河時的保留，《Elle》推測這個對象可能是在歌曲發行時，她正在約會的體育經紀人里奇·保羅。愛黛兒對這場新邂逅感到震驚，並想知道自己是否仍然傷得太深，以致未能展開調情。〈我的天〉部分歌詞描述了她在回復單身後找到的滿足感：「我是個成熟女性，可以隨心所欲」。

## 專業評價
《30》發行後，《前音後果》把〈我的天〉選為「本週之歌」。撰文人西羅基和羅利形容歌曲關於內心衝突的歌詞「耳目一新」，並有別於專輯的其他歌曲。〈我的天〉獲得大多數音樂評論家的正面評價，包括讚賞歌曲動聽易記的製作。《綜藝》的克里斯·威爾曼讚賞科爾斯汀把歌曲製作得最貼近2021年的流行同時，聽起來也不會太過遠離《30》的整體風格。《纽约时报》的喬恩·帕雷萊斯形容歌曲為「踏腳之歌」，而《Spin》的鮑比·奧利維爾則稱歌曲「跳動而動聽易記」。AllMusic的尼爾·Z·楊預測〈我的天〉將會獲得商業成功，並指它「在充滿掌聲和口哨聲，而具感染性的節拍上馳騁」。《前音後果》的伊拉娜·卡普蘭認為歌曲悶燒兼適合在夜店播放。《Exclaim!》的凱爾·穆林讚賞歌曲「樸素的重踏打擊樂器」，並認為愛黛兒的斷音演唱令人入迷。《衛報》的凱蒂王國認為〈我的天〉的製作非常有趣。《每日电讯报》的尼爾·麥柯米克認為歌曲的和聲聲樂「仔細堆疊」，而愛黛兒則「完全墜入深沉的藍調間」。伍德認為認為愛黛兒作為以出色聲樂聞名的歌手，把她的聲樂處理得不能辨認的決定令人驚訝。
部分評論家認為〈我的天〉是專輯《30》中最適合電台播放的歌曲之一。《影音俱樂部》的加布里埃爾·桑切斯認為歌曲與〈Can I Get It〉均是專輯《30》中「最面向流行和最直接」的部分，並以運用持續的掌聲成為專輯中「節奏最快的部分」。《Pitchfork》的吉爾·梅普斯認為〈我的天〉的風格介於紅髮艾德與弗洛倫斯·韋爾奇的作品之間，但愛黛兒的唱腔增添了個人特色。《偏锋杂志》的艾瑞克·梅森認為愛黛兒憑著歌曲探索更現代的聲音，但「效果好壞參半」，並補充指歌曲的製作「感覺經過游化，就像汽車商業廣告的配樂一樣」。《The Line of Best Fit》的大衛·科巴爾德批評歌曲過於遠離愛黛兒的擅長領域：「這是一首引人注意但愚蠢重複的歌曲，欠缺足夠的可信度，當中所採用的奇怪音準和選詞，使它成為專輯中最易忘記的歌曲之一」。

## 商業成績
〈我的天〉在2021年11月26日當週空降英國單曲排行榜第2位，而愛黛兒的〈寬容待我〉和〈把酒人生〉則分別排在榜單第1位及第4位。歌曲在2022年5月20日獲得英国唱片业协会的金唱片認證。歌曲亦同時空降美國《Billboard》Hot 100榜第5位，成為她第8首打進該榜前10位的歌曲，並在2022年6月29日獲得美國唱片業協會的白金唱片認證。歌曲亦打進Canadian Hot 100榜第8位。
在澳洲，〈我的天〉打進澳洲單曲榜第8位，並在2022年獲當地唱片協會的白金唱片認證。在紐西蘭，歌曲空降單曲榜第5位，並在2022年2月7日獲得新西兰唱片音乐协会的金唱片認證。在其他地區，歌曲亦打進多國單曲榜前5位，包括以色列和墨西哥單曲榜冠軍、比利時和瑞典單曲榜亞軍、《Billboard》Global 200榜、愛爾蘭和立陶宛單曲榜季軍、冰島單曲榜第4位，以及捷克共和國和克羅埃西亞單曲榜第5位。〈我的天〉亦在法國、 意大利、葡萄牙，以及瑞士獲得金唱片認證。

## 音樂錄影帶
〈我的天〉的音樂錄影帶由曾為愛黛兒執導〈墜入深淵〉音樂錄影帶的山姆·布朗再次執導拍攝，並在2021年10月14日拍攝。愛黛兒在2022年1月6日於個人Twitter帳戶上釋出錄影帶預告片段，而錄影帶則在1月12日於YouTube首映。錄影帶以全黑白製作，並以不同造型的愛黛兒在充滿木椅和伴舞的房間演唱組成。愛黛兒在錄影帶中先後穿上三套訂製服裝，包括哈里斯·里德和路易威登的品牌服裝，以及由薇薇安·魏斯伍德設計的猩紅緞面束腰，並搭配著卡地亞的鑽石項鍊。錄影帶的後半部分帶有宗教意象，而她亦穿上由尼古拉·蓋斯奇埃爾設計的路易威登服裝，配襯著金色锦裙、白色短斗篷，以及黑色皮革晚宴手套，並被光圈環繞著。
錄影帶獲得評論家的正面評價。《Elle》的埃里卡·岡薩雷斯將作品視作「華麗的視覺呈現」，並稱讚愛黛兒的時尚選項：「愛黛兒顯然是明星，穿著優雅的禮服（包括訂製的薇薇安·魏斯伍德衣服）和完美設計的髮髻」。《Nylon》的布里亞·麥克尼爾認為錄影帶在視覺上「極其迷人」，並標誌展開了愛黛兒更脆弱的時代，帶領觀眾踏上「曲折的旅程」。《Billboard》的吉爾·考夫曼形容錄影帶具戲劇性，並認為愛黛兒所描繪的角色讓人想起夏娃。錄影帶在2022年MTV音乐录影带大奖上獲得「最佳藝術指導」的提名。

## 製作名單
資料來自《30》的內頁。
- 格萊格·科爾斯汀 – 製作、詞曲創作、工程、電貝斯、掌聲、鼓樂編程、B3電風琴、鍵盤、打擊樂器、鋼琴
- 愛黛兒 – 詞曲創作、鈴鼓
- 朱利安·伯格 – 工程
- 亞歷克斯·帕斯科 – 工程
- 克里斯·戴夫 – 鼓樂
- 塞爾班·熱那亞（英语：Serban Ghenea） – 混音
- 約翰·漢斯 – 混音
- 布賴斯·博爾登 – 混音
- 蘭迪·美林 – 母帶後製

## 榜單排名
| 榜單（2021年－2022年）                   | 最高 位置 |
| ---------------------------------------- | --------- |
| 澳大利亚（澳大利亚唱片业协会單曲榜）     | 6         |
| 奥地利（Ö3四十强单曲榜）                 | 17        |
| 比利时佛兰德（Ultratop五十强单曲榜）     | 12        |
| 比利时瓦隆（Ultratop五十强单曲榜）       | 2         |
| 加拿大（Canadian Hot 100）               | 8         |
| 加拿大（《告示牌》Canada CHR）           | 6         |
| 加拿大（《告示牌》Canada Hot AC）        | 7         |
| 捷克（電台百強單曲榜）                   | 5         |
| 捷克（百強數位單曲榜）                   | 28        |
| 克羅地亞（HRT）                          | 5         |
| 丹麥（Hitlisten单曲榜）                  | 11        |
| 芬兰（芬蘭官方單曲榜）                   | 6         |
| 法国（法國唱片出版業公會單曲榜）         | 48        |
| 德国（德國官方單曲榜）                   | 24        |
| 全球（Billboard Global 200）             | 3         |
| 希臘（IFPI）                             | 7         |
| 匈牙利（四十强电台榜）                   | 38        |
| 匈牙利（四十強單曲榜）                   | 30        |
| 匈牙利（四十強串流榜）                   | 20        |
| 冰島（Plötutíðindi）                     | 4         |
| 愛爾蘭（愛爾蘭唱片音樂協會单曲榜）       | 3         |
| 以色列（Media Forest）                   | 1         |
| 意大利（意大利音乐产业联盟单曲榜）       | 62        |
| 黎巴嫩（OLT20）                          | 19        |
| 立陶宛（AGATA）                          | 3         |
| 墨西哥（《Billboard》電台榜）            | 1         |
| 荷兰（荷蘭四十強單曲榜）                 | 19        |
| 荷兰（百强单曲榜）                       | 6         |
| 新西兰（新西兰唱片音乐协会单曲榜）       | 4         |
| 挪威（世道單曲榜）                       | 6         |
| 波蘭（波蘭百大電台榜）                   | 31        |
| 葡萄牙（葡萄牙唱片業協會单曲榜）         | 10        |
| 斯洛伐克（電台百強單曲榜）               | 28        |
| 斯洛伐克（Singles Digitál Top 100）      | 26        |
| 南非（RISA）                             | 9         |
| 西班牙（西班牙音樂製作協會）             | 38        |
| 瑞典（瑞典最熱榜）                       | 2         |
| 瑞士（瑞士热门音乐榜）                   | 7         |
| 英國（官方榜单公司單曲榜）               | 2         |
| 美国（《告示牌》百大單曲榜）             | 5         |
| 美國（《告示牌》成人當代單曲榜）         | 10        |
| 美國（《告示牌》Adult Pop Airplay）      | 8         |
| 美國（《告示牌》Dance/Mix Show Airplay） | 40        |
| 美國（《告示牌》Pop Airplay）            | 11        |
| 美國（《告示牌》Rock Airplay）           | 37        |

| 榜單（2022年）                          | 位置 |
| --------------------------------------- | ---- |
| 比利時法蘭德斯（Ultratop五十強單曲榜）  | 79   |
| 比利時華隆（Ultratop五十強單曲榜）      | 21   |
| 加拿大（Canadian Hot 100）              | 44   |
| 法國（法國唱片出版業公會單曲榜）        | 178  |
| 全球（Billboard Global 200）            | 110  |
| 美國（Billboard Hot 100）               | 72   |
| 美國（《Billboard》Adult Contemporary） | 19   |
| 美國（《Billboard》Adult Top 40）       | 24   |
| 美國（《Billboard》Mainstream Top 40）  | 43   |

## 認證
| 地區                           | 认证    | 认证单位/销量 |
| ------------------------------ | ------- | ------------- |
| 澳大利亚（澳大利亚唱片业协会） | 白金    | 70,000‡       |
| 巴西（巴西唱片業協會）         | 3× 白金 | 120,000‡      |
| 丹麦（國際唱片業協會丹麥分會） | 金      | 45,000‡       |
| 法国（法國唱片出版業公會）     | 金      | 100,000‡      |
| 意大利（意大利音乐产业联盟）   | 金      | 50,000‡       |
| 墨西哥（墨西哥音像製品協會）   | 金      | 70,000‡       |
| 新西兰（新西兰唱片音乐协会）   | 金      | 15,000‡       |
| 波兰（波蘭音像製造商協會）     | 金      | 25,000‡       |
| 葡萄牙（葡萄牙唱片業協會）     | 金      | 5,000‡        |
| 瑞士（國際唱片業協會瑞士分会） | 金      | 10,000‡       |
| 英国（英国唱片业协会）         | 金      | 400,000‡      |
| 美国（美國唱片業協會）         | 白金    | 1,000,000‡    |
| ‡僅含認證的+實際銷量           |         |               |

## 發行歷史
| 地區   | 日期           | 形式         | 廠牌     | 來源   |
| ------ | -------------- | ------------ | -------- | ------ |
| 美國   | 2021年11月29日 | 成人当代音乐 | 哥倫比亞 | [ 14 ] |
| 美國   | 2021年11月30日 | 當代流行電台 | 哥倫比亞 | [ 15 ] |
| 法國   | 2022年1月12日  | 电台播放     | 哥倫比亞 | [ 16 ] |
| 意大利 | 2022年1月14日  | 电台播放     | 索尼     | [ 17 ] |

## 資料來源
1. ↑  . 台灣索尼音樂 Sony Music Taiwan YouTube 頻道. 2022-01-20  [2022-01-20]. （原始内容存档于2022-01-22）.
2. ↑  Braidwood, Ella. . NME. 2018-06-25  [2018-12-01]. （原始内容存档于2018-11-30）.
3. ↑  . BBC News. 2019-09-13  [2022-04-12]. （原始内容存档于2019-09-13）.
4. 1 2 3  Aguirre, Abby. . Vogue. 2021-10-07  [2021-10-08]. （原始内容存档于2021-10-07）.
5. 1 2 3 4  Spanos, Brittany. . Rolling Stone. 2021-11-11  [2022-04-12]. （原始内容存档于2021-11-11）.
6. ↑  O'Connor, Roisin. . The Independent. 2021-11-19  [2021-12-25]. （原始内容存档于2021-11-19）.
7. 1 2 3  哥伦比亚唱片.  (音像媒体说明). 愛黛兒. 2021.
8. ↑  XL Recordings and Columbia Records.  (音像媒体说明). Adele. 2015.
9. 1 2  Cingrana, Joe. . Audacy, Inc.. 2021-11-19  [2022-06-13]. （原始内容存档于2022-01-30）.
10. ↑  Iasimone, Ashley. . Billboard. 2021-10-17  [2022-07-04]. （原始内容存档于2021-11-17）.
11. ↑  Earl, William. . Variety. 2021-11-01  [2021-11-02]. （原始内容存档于2021-11-11）.
12. 1 2  . Apple Music (US).   [2022-09-22]. （原始内容存档于2022-03-11）.
13. ↑  Griffiths, George. . Official Charts Company. 2021-11-19  [2022-03-22]. （原始内容存档于2021-11-11）.
14. 1 2  . All Access.   [2021-11-24]. （原始内容存档于2021-11-24）.
15. 1 2  . All Access.   [2021-11-23]. （原始内容存档于2021-11-23）.
16. 1 2  Goncalves, Julien. . Pure Charts in France. 2022-01-12  [2022-01-13]. （原始内容存档于2022-01-12）.
17. 1 2  Sisti, Sara.  (新闻稿). Sony Music Italy. 2022-01-07  [2022-01-07]. （原始内容存档于2022-01-07） –EarOne.
18. ↑  Griffiths, George. . Official Charts Company. 2022-07-03  [2022-08-23]. （原始内容存档于2022-07-31）.
19. ↑  Kreps, Daniel. . Rolling Stone. 2022-11-19  [2023-04-05]. （原始内容存档于2023-03-26）.
20. 1 2  Kaufman, Gil. . Billboard. 2022-01-12  [2022-09-22]. （原始内容存档于2022-01-17）.
21. ↑  Wang, Jessica. . Entertainment Weekly. 2022-01-12  [2022-09-23]. （原始内容存档于2022-04-18）.
22. 1 2  Murray, Robin. . Clash（英语：Clash (magazine)）. 2021-11-17  [2022-07-02]. （原始内容存档于2021-11-23）.
23. 1 2 3 4  Siroky, Mary; Rowley, Glenn. . Consequence. 2021-11-19  [2021-11-22]. （原始内容存档于2022-04-26）.
24. ↑  Lipshutz, Jason. . Billboard. 2021-11-19  [2022-06-12]. （原始内容存档于2022-04-28）.
25. 1 2  McCormick, Neil. . The Telegraph. 2021-11-17  [2022-06-12]. （原始内容存档于2022-01-10）.
26. ↑  Kaplan, Ilana. . Rolling Stone. 2021-12-09  [2022-06-11]. （原始内容存档于2022-01-13）.
27. 1 2  Tummers, Bruno. . Transcription by François Saint-Amand. RTBF. 2022-02-15  [2022-09-25]. （原始内容存档于2022-03-24）.
28. 1 2  Mullin, Kyle. . Exclaim!（英语：Exclaim!）. 2021-11-22  [2022-07-02]. （原始内容存档于2022-06-07）.
29. 1 2  Petridis, Alexis. . The Guardian. 2021-11-17  [2021-11-17]. （原始内容存档于2021-11-19）.
30. 1 2  Wood, Mikael. . Los Angeles Times. 2021-11-17  [2021-11-17]. （原始内容存档于2021-11-17）.
31. ↑  Hunt, El. . NME. 2021-11-17  [2021-11-17]. （原始内容存档于2021-11-19）.
32. 1 2  Kaplan, Ilana. . Consequence. 2021-11-17  [2022-07-02]. （原始内容存档于2022-01-30）.
33. 1 2  Mason, Eric. . Slant Magazine. 2021-11-19  [2022-07-02]. （原始内容存档于2021-12-04）.
34. 1 2  Gonzales, Erica. . Elle. 2022-01-12  [2022-09-22]. （原始内容存档于2022-06-11）.
35. 1 2  Empire, Kitty. . The Guardian. 2021-11-20  [2021-11-20]. （原始内容存档于2021-11-20）.
36. 1 2  Pareles, Jon. . The New York Times. 2021-11-17  [2022-07-02]. （原始内容存档于2022-03-17）.
37. ↑  Willman, Chris. . Variety. 2021-11-16  [2022-07-02]. （原始内容存档于2022-04-19）.
38. ↑  Olivier, Bobby. . Spin. 2021-11-19  [2022-07-02]. （原始内容存档于2022-05-28）.
39. ↑  Yeung, Neil Z. . AllMusic.   [2021-11-19]. （原始内容存档于2021-11-19）.
40. ↑  Sanchez, Gabrielle. . The A.V. Club. 2021-11-23  [2022-07-02]. （原始内容存档于2022-05-31）.
41. ↑  Mapes, Jillian. . Pitchfork. 2021-11-22  [2022-04-12]. （原始内容存档于2021-11-24）.
42. ↑  Cobbald, David. . The Line of Best Fit（英语：The Line of Best Fit）. 2021-11-17  [2021-11-22]. （原始内容存档于2021-11-18）.
43. 1 2  "Official Singles Chart Top 100". Official Charts Company.  （英語）.
44. 1 2  . British Phonographic Industry.   [2022-05-20] （英语）.
45. 1 2  "Adele Chart History (Hot 100)". Billboard.  [2021-11-29].（英語）.
46. 1 2  . Recording Industry Association of America.   [2022-07-01] （英语）.
47. 1 2  "Adele Chart History (Canadian Hot 100)". Billboard.  [2021-11-30].（英語）.
48. 1 2  "Australian-charts.com – Adele – Oh My God". ARIA Top 50 Singles.    （英語）.
49. 1 2   (PDF). Australian Recording Industry Association.   [2022-06-10] （英语）.
50. 1 2  "Charts.nz – Adele – Oh My God". Top 40 Singles.  （英語）.
51. 1 2  . Recorded Music NZ.   [2022-02-04] （英语）.
52. 1 2  . Media Forest. 2022  [2021-01-23]. （原始内容存档于2020-01-15）.
53. 1 2  . Billboard.   [2022-03-16]. （原始内容存档于2022-03-15）.
54. 1 2  "Ultratop.be – Adele – Oh My God". Ultratop 50.    （法語）.
55. 1 2  "Swedishcharts.com – Adele – Oh My God". Singles Top 100.  （英語）.
56. 1 2  "Adele – Chart history". Billboard.  Retrieved 2021-11-30. （英語）.
57. 1 2  "Official Irish Singles Chart Top 50". Official Charts Company.  （英語）.
58. 1 2  . AGATA. 2021-11-26  [2021-11-26]. （原始内容存档于2021-11-26）.
59. 1 2   [The Music - Songs]. Plötutíðindi（英语：Music of Iceland）.   [2022-09-23]. （原始内容存档于2021-11-29）.
60. 1 2  "ČNS IFPI". Hitparáda – Radio Top 100 Oficiální. ČNS IFPI. 注：输入202212检索.  [2022-03-28].（捷克語）.
61. 1 2  . HRT.   [2022-05-12]. （原始内容存档于2022-02-09）.
62. 1 2  . Syndicat National de l'Édition Phonographique.   [2022-05-16] （法语）.
63. 1 2  . Federazione Industria Musicale Italiana.   [2022-09-05] （意大利语）.
64. 1 2   (PDF). Associação Fonográfica Portuguesa.   [2022-04-08] （葡萄牙语）.
65. 1 2  . IFPI Switzerland. Hung Medien.   [2022-05-23] （德语）.
66. 1 2  Green, Alex. . Irish Independent. 2022-01-12  [2022-06-11]. （原始内容存档于2022-06-11）.
67. ↑  Daly, Rhian. . NME. 2022-01-12  [2022-06-11]. （原始内容存档于2022-01-12）.
68. ↑  Bowenbank, Starr. . Billboard. 2022-01-06  [2022-06-11]. （原始内容存档于2022-01-14）.
69. 1 2  Murphy, J. Kim. . Variety. 2022-01-12  [2022-06-11]. （原始内容存档于2022-01-15）.
70. ↑  Okwodu, Janelle. . Vogue. 2022-01-12  [2022-06-12]. （原始内容存档于2022-06-12）.
71. ↑  Mabille, Marthe.  [In her 'Oh My God' music video, Adele opts for three sharp looks]. Vogue France. 2022-01-14  [2022-06-12]. （原始内容存档于2022-01-19）.
72. ↑  McNeal, Bria. . Nylon.   [2022-09-22]. （原始内容存档于2022-01-19）.
73. ↑  Guglielmi, Jodi. . Rolling Stone. 2022-08-28  [2022-08-29]. （原始内容存档于2022-08-28）.
74. ↑  "Austriancharts.at – Adele – Oh My God". Ö3 Austria Top 40.   （德語）.
75. ↑  "Ultratop.be – Adele – Oh My God". Ultratop 50.    （荷蘭語）.
76. ↑  "Adele Chart History (Canada CHR/Top 40)". Billboard.  [2021-12-14].（英語）.
77. ↑  "Adele Chart History (Canada Hot AC)". Billboard.  [2021-12-14].（英語）.
78. ↑  "ČNS IFPI". Hitparáda – Digital Top 100 Oficiální. ČNS IFPI. 注：输入202147检索.  （捷克語）.
79. ↑  "Danishcharts.com – Adele – Oh My God". Hitlisten.  （丹麥語）.
80. ↑  "Adele: Oh My God". Musiikkituottajat.  （芬蘭語）.
81. ↑  "Lescharts.com – Adele – Oh My God". Les classement single.  （法語）.
82. ↑  "Adele – Oh My God". GfK Entertainment charts.  Retrieved 2021-11-26.  （德語）.
83. ↑  . ifpi.gr.   [2021-12-06]. （原始内容存档于2019-04-17）.
84. ↑  "Archívum – Slágerlisták – MAHASZ". Rádiós Top 40 játszási lista. Magyar Hanglemezkiadók Szövetsége.    （匈牙利語）.
85. ↑  "Archívum – Slágerlisták – MAHASZ". Single Top 40 slágerlista. Magyar Hanglemezkiadók Szövetsége.    （匈牙利語）.
86. ↑  "Archívum – Slágerlisták – MAHASZ". Stream Top 40 slágerlista. Magyar Hanglemezkiadók Szövetsége.    （匈牙利語）.
87. ↑  "Italiancharts.com – Adele – Oh My God". Top Digital Download.  （英語）.
88. ↑  . The Official Lebanese Top 20.   [2022-05-12]. （原始内容存档于2015-11-17）.
89. ↑   "Nederlandse Top 40 – week 7, 2022". Dutch Top 40  .
90. ↑  "Dutchcharts.nl – Adele – Oh My God". Single Top 100.  （荷蘭語）.
91. ↑  "Norwegiancharts.com – Adele – Oh My God". VG-lista.  （挪威語）.
92. ↑  "Listy bestsellerów, wyróżnienia :: Związek Producentów Audio-Video". Polish Airplay Top 100.  （英語）.
93. ↑  ""Oh+My+God"&cat=s Portuguesecharts.com – Adele – "Oh My God"". AFP Top 100 Singles.  （英語）.
94. ↑  "ČNS IFPI". Hitparáda – Radio Top 100 Oficiálna. ČNS IFPI. 注：输入20226检索.  （捷克語）.
95. ↑  . IFPI ČR.   [2021-11-29]. Note: Select SK SINGLES DIGITAL TOP 100 and insert 202147 into search. （原始内容存档于2020-11-03）.
96. ↑  . Recording Industry of South Africa.   [2021-12-03]. （原始内容存档于2021-12-02）.
97. ↑  "Spanishcharts.com – Adele – Oh My God" Canciones Top 50.  （英語）.
98. ↑  "Swisscharts.com – Adele – Oh My God". Swiss Singles Chart.  （英語）.
99. ↑   "Adele Chart History (Adult Contemporary)". Billboard.  [2022-01-25].（英語）.
100. ↑  "Adele Chart History (Adult Pop Songs)". Billboard.   [2022-01-25].（英語）.
101. ↑  "Adele Chart History (Dance Mix/Show Airplay)". Billboard.  [2022-03-18].（英語）.
102. ↑  "Adele Chart History (Pop Songs)". Billboard.  [2022-02-08].（英語）.
103. ↑  "Adele Chart History (Rock Airplay)". Billboard.  [2022-02-23].（英語）.
104. ↑  . Ultratop.   [2023-01-13]. （原始内容存档于2023-01-13）.
105. ↑  . Ultratop.   [2023-01-13]. （原始内容存档于2023-01-21）.
106. ↑  . Billboard.   [2022-12-02]. （原始内容存档于2022-12-01）.
107. ↑  . Syndicat National de l'Édition Phonographique (SNEP).   [2023-03-30]. （原始内容存档于2023-03-30）.
108. ↑  . Billboard.   [2022-12-02]. （原始内容存档于2022-12-01）.
109. ↑  . Billboard.   [2022-12-02]. （原始内容存档于2022-12-01）.
110. ↑  . Billboard.   [2022-12-02]. （原始内容存档于2022-12-01）.
111. ↑  . Billboard.   [2022-12-02]. （原始内容存档于2022-12-01）.
112. ↑  . Billboard.   [2022-12-02]. （原始内容存档于2022-12-01）.
113. ↑  . Pro-Música Brasil.   [2023-01-04] （葡萄牙语）.
114. ↑  . IFPI Danmark.   [2023-03-07] （丹麦语）.
115. ↑  . Asociación Mexicana de Productores de Fonogramas y Videogramas.   [2023-02-11] （西班牙语）. 在“ARTISTA”栏以下的框内输入“Adele”&nbsp；并在“column heading”栏以下的框内输入“Oh My God”。.
116. ↑  . Polish Society of the Phonographic Industry.   [2022-11-09] （波兰语）.